# COMIC メテオ
『COMIC メテオ』（コミック メテオ、COMIC Meteor）は、フレックスコミックスが運営する日本の無料ウェブコミック配信サイト。2012年4月25日開設。創刊時のキャッチコピーは「マンガ界のド新人」。

## 概要

### 基本概要
2012年4月25日にガイアホールディングス（現・アプリックス）傘下であったジー・モードが、G-modeの「ゲーム」とAICの「アニメーション」とのクロスメディアによるコンテンツ拡大を目的として完全無料・登録不要で読めるハイクオリティ少年WEBコミック誌『COMIC メテオ』を創刊。
2013年4月1日にガイアホールディングスがアプリックスIPホールディングスへと商号変更したことに合わせて同社の出版映像事業部に運営を移行。
2016年1月4日に著作契約や出版物の製造業務委託契約等を行うアプリックスIPホールディングスの出版映像事業部を会社分割し、アプリックスIPパブリッシングを新設。
2017年に編集部をアプリックス出版事業部コミック編集部からフレックスコミックスコミック編集部に移行。同年7月1日にアプリックスIPパブリッシング株式会社がフレックスコミックス株式会社を吸収合併し、フレックスコミックス株式会社に商号変更。
2012年10月25日には主に女性読者を対象とした、兄妹誌の無料ウェブコミック配信サイト『COMIC ポラリス』がオープン。編集長はメテオと同じく吉本美雅子であるため、ポラリス作品がメテオへと出張掲載されるケースも存在する。
閲覧環境としてはパソコンでは基本的にAdobe Flashを使用したビューアーを用いるが、スマートフォン等向けにHTML5形式のビューアーも用意されている。

### 掲載作家
掲載作家は2012年4月の運営開始時からフレックスコミックス運営の各ウェブコミック誌にて作品を発表していた作家や、同社が主催していた新人賞・フレコミ漫画大賞の受賞作家がその多くを占めており、連載作品の中には第13回フレコミ漫画大賞ブラッド部門佳作受賞作品「深海魚のアンコさん」や同賞のブラッド部門審査員特別賞受賞作品「道割草物語」を連載化したものも存在している。後述するようにフレックスコミックスとジー・モードの間には2012年8月時点より関係性があるため現在もフレックスコミックス関連作家が多く掲載されているが、このような関係性が持たれる前からフレックスコミックス関連作家が多かった事に関しての理由は明かされていない。なお現在はフレコミ漫画大賞の後継として「メテオ=彗星」から命名された「メテオ・ポラリス彗星賞（旧・G-mode新人コミック大賞）」がアプリックスにより主催されており、同賞の受賞作家も掲載陣に加わっている。

### フレックスコミックス作品の移籍
運営開始から3ヵ月後の2012年7月25日、フレックスコミックス運営の無料ウェブコミック誌『FlexComixブラッド』にて連載中で当時は休載が続いていた「天使のどろっぷ」と「ブレイク ブレイド」が突如『COMIC メテオ』へと移籍し連載を再開した。その後9月5日にはメテオが受け皿となって無料ウェブコミック誌『FlexComixブラッド』・『FlexComixネクスト』（フレックスコミックス）掲載の一部作品を統合する事が発表。ほぼ全ての移籍作品は9月中に移籍したが同月中のみブラッド・ネクストでも平行配信され、10月より全面的に連載を移行した。この一連の動きは2012年8月にガイアホールディングス（当時）がフレックスコミックスを買収した事に起因しており、これによってフレックスコミックス運営の各ウェブコミック誌はほぼ全て定期更新を終了している。買収などに関する詳細はフレックスコミックス#沿革を参照。またこれに関連して2012年10月17日よりニコニコ静画において、『ニコニコ メテオ』の誌名で掲載作品の再配信を開始している。

## 主な連載作品
- 五十音順で記載
- 移籍作品はメテオでの連載再開日を記載する
- ここでは、Wikipedia日本語版に記事があるものを挙げる

オリジナル作品
- アイドランク（原作：宮場弥二郎、作画：さきしまえのき）：2017年9月20日 - 2019年10月16日
- 危ノーマル系女子（真田ジューイチ）：2012年5月2日 -
- エルフを狩るモノたち2（矢上裕）：2013年1月30日 - 2018年1月10日
- お前ら全員めんどくさい!（TOBI）：2014年1月29日 -
- お湯でほころぶ雪芽先輩（三簾真也）：2020年9月23日 -
- 温泉幼精ハコネちゃん（由伊大輔）：2012年12月12日 - 2014年4月9日 / 2015年10月7日[注 2] - 12月22日
- 怪人開発部の黒井津さん（水崎弘明）：2020年10月7日 -
- 片翼のクロノスギア〜The promise of engage〜（原作：G-mode、漫画：さき千鈴）：2012年7月25日 - 2013年2月20日
- 篠崎さん気をオタしかに!（氷川翔）：2012年12月19日 - 2017年6月21日、読み切り作品からの連載化[注 3]
- 邪神ちゃんドロップキック（ユキヲ）：2012年4月25日 -
- 少女政府 ベルガモット・ドミニオンズ（高田慎一郎）：2012年11月28日 - 2014年8月6日、→2015年5月23日より作者のブログにて小説として続きが掲載
- 深海魚のアンコさん（犬犬）：2012年11月21日 - 2015年8月12日
- でこぼこ魔女の親子事情：2019年7月3日 - 、読み切り作品からの連載化
- 放課後アサルト×ガールズ（高田慎一郎）：2015年12月22日 -
- 道割草物語（武川慎）：2014年9月24日 - 2016年1月6日
- もののけ荘のニートども（U-temo）：2014年2月5日 - 2015年8月12日
- 理系が恋に落ちたので証明してみた。（山本アリフレッド）：2016年5月25日 -、読み切り作品からの連載化[注 4]
- 恋愛暴君（三星めがね）：2012年7月18日 -、読み切り作品からの連載化[注 5]

FlexComixブラッドから移籍
- 屋上姫（TOBI）：2012年9月26日 - 2013年1月30日
- カガクチョップ（カヅホ）：2012年10月31日 -、第1話からの再録配信[注 6]
- 神曲奏界ポリフォニカ カーディナル・クリムゾン（原作：榊一郎 / ocelot、漫画：緋呂河とも）：2012年9月19日 - 2013年2月20日
- 天使のどろっぷ（中嶋ちずな）：2012年7月25日 - 2013年12月25日
- にゃんこい!（藤原里）：2012年9月5日 -
- 這いよれ! スーパーニャル子ちゃんタイム（原作：逢空万太、キャラクター原案：狐印、漫画：星野蒼一朗）：2012年9月12日 - 2014年11月12日
- ヒャッコ（カトウハルアキ）：2012年12月19日 -、特別掲載扱い[21]
- プピポー!（押切蓮介）：2013年3月13日 - 2013年6月13日、第1話からの再録配信
- ブレイクブレイド（吉永裕ノ介）：2012年7月25日 -
- 放課後のトラットリア（原作：橙乃ままれ、漫画：水口鷹志）：2012年9月26日 - 2014年5月28日[注 7]、第1話からの再録配信[注 8]

FlexComixネクストから移籍
- かむかむバニラ!（原作：田沢大典（シナリオ工房 月光）、漫画：ハルミチヒロ）：2012年9月12日 - 2013年11月13日
- 残念くのいち伝（介錯）：2012年10月24日 - 2013年6月5日
- 星界の紋章（原作：森岡浩之、漫画：米村孝一郎）：2012年9月5日 -
- 戦極姫 どっかーん![注 9]（原作：システムソフト・アルファー、漫画：神吉）：2012年9月19日 - 2014年8月27日
- ふぇちっくす!（幾夜大黒堂）：2012年9月5日 - 2013年6月5日
- 三極姫（原作：システムソフト・アルファー、漫画：ごばん）：2012年9月26日 - 2014年2月26日
- 武蔵野線の姉妹（ユキヲ）：2012年9月26日 -、開始当初は総集編を配信[注 10]
- ランペイジ（吉永裕ノ介）：2012年9月26日 -、第1話からの再録配信

## 映像化作品

### アニメ化
| 作品                               | 放送年          | アニメーション制作                     | 備考                                              |
| ---------------------------------- | --------------- | -------------------------------------- | ------------------------------------------------- |
| 天使のどろっぷ                     | 2013年          | AICフロンティア                        |                                                   |
| プピポー!                          | 2013年          | AIC PLUS+                              | FlexComixブラッド作品だがOPクレジットは再掲の本誌 |
| ブレイクブレイド                   | 2014年          | Production I.G XEBEC                   | 映画（FlexComixブラッド掲載時に映画化）あり       |
| 温泉幼精ハコネちゃん               | 2015年          | 旭プロダクション プロダクション リード |                                                   |
| 恋愛暴君                           | 2017年          | EMTスクエアード                        |                                                   |
| 邪神ちゃんドロップキック           | 2018年（第1期） | ノーマッド                             |                                                   |
| 邪神ちゃんドロップキック           | 2020年（第2期） | ノーマッド                             |                                                   |
| 邪神ちゃんドロップキック           | 2022年（第3期） | ノーマッド                             |                                                   |
| 理系が恋に落ちたので証明してみた。 | 2020年（第1期） | ゼロジー                               |                                                   |
| 理系が恋に落ちたので証明してみた。 | 2022年（第2期） | ゼロジー                               |                                                   |
| 怪人開発部の黒井津さん             | 2022年          | Quad                                   |                                                   |
| でこぼこ魔女の親子事情             | 2023年          | A-Real                                 |                                                   |

### テレビドラマ化
| 作品                               | 放送年 | 制作 | 備考 |
| ---------------------------------- | ------ | ---- | ---- |
| 理系が恋に落ちたので証明してみた。 | 2018年 |      |      |

### 実写映画化
| 作品                               | 公開年 | 監督            | 配給                                  | 備考 |
| ---------------------------------- | ------ | --------------- | ------------------------------------- | ---- |
| 武蔵野線の姉妹                     | 2012年 | 山本淳一        | アイエス・フィールド                  |      |
| 理系が恋に落ちたので証明してみた。 | 2019年 | 旭正嗣 佐藤敏宏 | エクセレントフィルムズ トリプルアップ |      |
| お前ら全員めんどくさい!            | 2019年 | 宝来忠昭        | 日本出版販売                          |      |

## 単行本
掲載作品を収録した単行本レーベル〈メテオCOMICS〉が、発行：フレックスコミックス / 発売：ほるぷ出版として2012年11月12日より刊行を開始した。以降、基本的に毎月12日に発売しているが、これは元々フレックスコミックスが発行していた〈Flex Comix〉レーベルを引き継いだ形になっており、フレックスコミックス各誌から移籍した作品の多くはこのレーベルへと移行した上で続刊が発行されている。ただし移籍作品の内『かむかむバニラ!』『ヒャッコ』『屋上姫』『神曲奏界ポリフォニカ カーディナル・クリムゾン』『残念くのいち伝』はレーベルを移行せず従来通り〈Flex Comix〉レーベルより発行されている他、2012年10月12日に発売された『這いよれ! スーパーニャル子ちゃんタイム』の第2巻のみ〈Flex Comix〉レーベルのサブレーベル〈Flex Comix メテオ〉レーベルからの発行となっている（第3巻は〈メテオCOMICS〉へ移行しての発行）。
なおこれら単行本の奥付には2013年3月発売分までは制作として「ジー・モード」と記載されていたが、翌4月発売分からは運営がアプリックスに変わった事により代わりに「COMICメテオ編集部」と記載されている。